# Louis-Hugues Vincent
Louis-Hugues Vincent, O.P. (Saint-Albin-de-Vaulserre, 31 agosto 1872 – Gerusalemme, 30 dicembre 1960) è stato un presbitero e archeologo francese.
Professore della Scuola biblica e archeologica francese di Gerusalemme, fu autore di importanti ritrovamenti in Terra santa.

## Biografia
Nacque nel 1872 nel comune di Vernioz (Hameau de Saint-Alban-de-Varèze), vicino a Lione. Nel 1891, alla fine del noviziato domenicano, nel 1891, fu assegnato alla scuola biblica del monastero annesso alla Basilica di Santo Stefano a Gerusalemme, che padre Marie-Joseph Lagrange aveva fondato un anno prima. Qui Vincent trascorse  tutta la vita, ad eccezione di due lunghi soggiorni in Francia durante le Guerre Mondiali.
Ordinato sacerdote, divenne un esperto di ceramiche e oggetti antichi, che ispirarono l'opera di William Albright, nonché un docente affermato a livello internazionale che fu incaricato di dirigere il corso di archeologia dell'istituto. Dal 1931 al 1938 fu caporedattore di Revue biblique, periodico che aveva contribuito a fondare.
Dal 1910 al 1911 collaborò con Montagu Parker, quinto conte di Morley in una missione archeologica alla ricerca dell'Arca dell'Alleanza presso la sorgente di Gihon, dove Vincent realizzò una descrizione cartografica della zona, ad esempio del Tunnel di Ezechia.
Insieme al sacerdote e orientalista francese Roland de Vaux eseguì importanti scavi archeologici a Tell Far'ah a, nel nord della Palestina. Le ricerche proseguirono presso il Convento della Congregazione di Nostra Signora di Sion, fondato nel 1857 lungo la Via Dolorosa dal padre gesuita Alphonse Marie Ratisbonne, e quindi nella Basilica dell'Ecce Homo.

In tale area, rilevarono un pavimento di età romana che identificarono con il Litostrato (in Ebraico: Gàbata) descritto in Giovanni 19:13.
Si spense il 30 dicembre 1960 a Gerusalemme. La sua tomba si trova nella Città Vecchia, nel cortile del Convento domenicano, vicino alla Porta di Damasco.

## Opere
- Canaan d’après l’exploration récente, Parigi, 1907.
- Underground Jerusalem: Discoveries on the Hill of Ophel (Jérusalem sous terre. Les récentes fouilles d’Ophel). Londra 1911.
- (mit Félix Marie Abel:) Bethléem, le sanctuaire de la nativité. University of Toronto 1914.
- Jérusalem, recherches de topographie, d’archéologie et d’histoire. Paris 1912–1926. (Template:Archive.org)
- Céramique de la Palestine., Parigi, 1923.
- Hébron, le Haram el-Khalîl., Parigi, 1923.
- Sainte-Anne et les sanctuaires hors de la ville, histoire monumentale de la Jérusalem nouvelle, Parigi, 1926.
- (mit Félix Marie Abel:) Emmaüs, sa basilique et son histoire, Parigi, 1932.
- (mit Marie-Joseph Stève:) Jérusalem de l’Ancien Testament, 1954.

## Premi e riconoscimenti
- Membro dell'Académie des inscriptions et belles-lettres;
- Membro onorario della British Academy;
- Membro dell'Ordine dell'Impero Britannico;
- Croce dell'Ordine di Leopoldo belga;
- Legione d'Onore francese.